# 776
El 776 (DCCLXXVI) fou un any de traspàs començat en dilluns del calendari julià.

## Esdeveniments
- Batlla d'Orford, entre dos comtats d'Anglaterra.[1]
- Comentaris a l'Apocalipsi del Beat de Liébana.[2]